# Rhododendron trilectorum
Rhododendron trilectorum là một loài thực vật có hoa trong họ Thạch nam. Loài này được Cowan miêu tả khoa học đầu tiên năm 1953.